# Mirandola
Mirandola és un municipi italià, situat a la regió d'Emília-Romanya i a la província de Mòdena. L'any 2004 tenia 22.817 habitants.

## Fills il·lustres
- Carlo Andreoli (1840-1908), pianista compositor i director d'orquestra.
- Nicola Rizzoli (n. 1971), exàrbitre de futbol.